# Eliane Elias
Pour les articles homonymes, voir Elias.
Eliane Elias est une pianiste et chanteuse brésilienne, née le 19 mars 1960 à São Paulo.

## Biographie
À l'origine pianiste de formation classique, Eliane Elias commence à se produire à l'âge de 17 ans en accompagnant les musiciens brésiliens Toquinho et Vinícius de Moraes. Elle se fait connaître internationalement en 1983, lorsqu'elle enregistre un disque avec le groupe de jazz Steps Ahead codirigé, à l'époque, par Mike Mainieri et Michael Brecker. Peu après, elle collabore avec le trompettiste Randy Brecker qu'elle épouse.
C'est comme pianiste qu'elle enregistre les premiers albums sous son nom (avec des musiciens comme Jack DeJohnette, Eddie Gomez, Marc Johnson, Peter Erskine, Naná Vasconcelos, Oscar Castro-Neves…). Comme side(wo)man, on a pu l'entendre auprès de musiciens comme Gilberto Gil, Caetano Veloso, Gal Costa, Herbie Hancock, Joe Henderson, James Taylor, Michael Franks, Andy Summers, Earl Klugh, Toots Thielemans…
Depuis quelques années, tout en continuant sa carrière de pianiste, profitant du regain d'intérêt du public pour le jazz vocal et la bossa nova, elle enregistre des albums comme chanteuse. Ses derniers albums (Dreamer et Around the City) ont d'ailleurs connu un important succès commercial, avec ses reprises de bossa nova, agrémentées de son talent naturel pour l'improvisation pianistique de haute volée. Son quartet avec Marc Johnson (contrebasse) Satoshi Takeshi (batterie) et Gustavo Salieri (guitare brésilienne à 8 cordes) écume les festivals en 2005, 2006, 2007. Au début de 2008, elle enregistre l'album Something For You en hommage au pianiste Bill Evans. En 2014 elle se produit sur la scène Jazz à Vienne en France.

## Discographie

### Années 1980
- 1985 : Amanda, Passport Jazz
- 1986 : Illusions, Denon
- 1987 : Cross Currents , Denon / Blue Note Records
- 1989 : So Far So Close, Blue Note

### Années 1990
- 1990 : Eliane Elias Plays Jobim, Blue Note
- 1990 : So Far So Close, Blue Note
- 1991 : A Long Story, Manhattan Records
- 1992 : Fantasia, Blue Note
- 1993 : Paulistana, Blue Note
- 1993 : On the Classical Side, EMI Classics
- 1995 : Cross Currents, Blue Note
- 1995 : Best of
- 1995 : Solos and Duets, Blue Note
- 1996 : The Three Americas, Blue Note
- 1997 : Impulsive!, Stunt Records
- 1998 : Sings Jobim, Blue Note

### Années 2000
- 2000 : Everything I Love, Blue Note
- 2001 : The Best of Eliane Elias, Vol. 1 : Originals
- 2002 : Kissed By Nature, RCA/Bluebird
- 2003 : Timeless Eliane Elias, Savoy Jazz
- 2003 : Brazilian Classics, Blue Note
- 2004 : Giants of Jazz : Eliane Elias, Savoy Jazz
- 2004 : Dreamer, Bluebird
- 2005 : Sings & Plays
- 2006 : Around the City, RCA Victor
- 2008 : Something For You : Eliane Elias Sings & Plays Bill Evans, Blue Note
- 2008 : Bossa Nova Stories, Blue Note

### Années 2010
- 2011 : Light My Fire, Concord Picante[3]
- 2012 : Swept Away, ECM
- 2012 : L'Amour du jazz et de la bossa nova (2 albums "Kissed By Nature" et "Dreamer")
- 2013 : I Thought About You: A Tribute to Chet Baker, Concord)
- 2015 : Made in Brazil, Concord
- 2017 : Dance of Time, Concord
- 2018 : Music from Man of La Mancha, Concord
- 2019 : Love Stories, Concord Jazz